# L'amaro tè del generale Yen
L'amaro tè del generale Yen (The Bitter Tea of General Yen) è un film del 1933 diretto da Frank Capra.

## Trama
Shanghai: i Jackson, una coppia di anziani missionari, accolgono gli ospiti alle nozze di Robert Strike, un altro missionario, e Megan Davis, la sua fidanzata che lui non vede ormai da tre anni, dopo essere stato mandato in Cina. Ma il matrimonio non ha luogo perché, poco prima della cerimonia, Bob giunge con delle terribili notizie provocate dalla guerra civile. Il missionario si prepara a partire per portare in salvo alcuni orfani. Mentre l'uomo si incontra con il generale cinese Yen per perorare la sua causa e chiedergli un lasciapassare, Megan lo aspetta in macchina. Il generale, disprezzando le idee del missionario, gli dà un documento inutile, dove descrive Strike come uno stolto. Giunti all'orfanotrofio, Megan e Bob provocano l'ilarità dei soldati cinesi che leggono il "lasciapassare" e che rubano loro anche la macchina, quando stanno per caricare a bordo i bambini. Nel trambusto che ne segue, quando sono alla stazione, i due restano divisi e vengono separati dalla folla in preda al caos.
Megan, che era svenuta, quando rinviene si trova nel vagone privato del generale Yen, dove la bella concubina Mah-Li si prende cura di lei. Arrivati al palazzo estivo del generale, vengono accolti da Jones, il consulente americano di Yen, che lo aspetta per dirgli che è riuscito a mettere insieme sei milioni di dollari, nascosti in un carro merci, soldi che gli servono per sostenere le spese di guerra. Yen resta sempre più affascinato dalla bella e briosa americana che si ritrova come ospite e si dimostra poco propenso a rispedirla a Shanghai, in zona di guerra. Così la invita a restare.
Ci vuole poco a capire che Mah-Li, la concubina, ha una relazione con il capitano Li, uno dei sottoposti del generale. Finita la cena, Yen la fa arrestare come spia. Megan interviene e Yen allora la sfida a provare il suo zelo cristiano prendendo sotto la sua protezione Mah-Li e a mettere in gioco la sua vita se verrà provato un altro tradimento della donna. Megan accetta e, ingenuamente, aiuta Mah-Li a tradire nuovamente Yen, passando informazioni al nemico sul tesoro nascosto che viene così rubato. Il generale, senza il denaro che serviva a pagare i suoi soldati, viene abbandonato da tutti, dai servi e dai militari. Ma non si vendica di Megan, che ora è diventata troppo preziosa per lui. Dopo che si è preparato un tè avvelenato con cui vuole suicidarsi, Megan gli compare davanti vestita alla cinese, con un abito che le aveva dato Mah-Li. Mentre vezzeggia il generale, confidandogli che non lo abbandonerà mai, lui sorridendo beve il tè.
Su un'imbarcazione che la sta portando verso Shanghai insieme a Jones, il consulente finanziario, Megan pensa alla vita piena di contraddizioni del generale Yen, alla bellezza che lo ha circondato e alla sua tragedia. Jones la conforta dicendole che un giorno loro due saranno di nuovo riuniti.

## Produzione
Il film fu prodotto dalla Columbia Pictures Corporation.
Venne girato nella San Fernando Valley

## Distribuzione
Distribuito dalla Columbia Pictures, il film uscì in sala il 6 gennaio 1933. A New York, venne presentato l'11 gennaio 1933. Nello stesso anno venne distribuito in tutto il mondo: nel Regno Unito (22 maggio), in Finlandia (21 ottobre), in Danimarca (23 ottobre), in Messico (17 novembre). In Francia e in Portogallo, uscì rispettivamente il 12 e il 31 gennaio 1934. Il 16 settembre 1977 fu proiettato nell'ambito del Toronto International Film Festival.